# Dourin
Dourin (tiếng Ả Rập: Sinh nhật) là một ngôi làng của Syria ở huyện Qatana của tỉnh Rif Dimashq. Theo Cục Thống kê Trung ương Syria (CBS), Dourin có dân số 750 người trong cuộc điều tra dân số năm 2004.